# Меянкиели
Ме́янкиели (фин. meänkieli, «наш язык»), или то́рнедальский фи́нский (швед. tornedalsfinska), или меянкиельский язык — один из диалектов финского языка или отдельный язык, получивший официальный статус языка меньшинств в Швеции.
На меянкиели говорят в северных частях Швеции, в долине реки Турнеэльвен.

## Общие сведения

### Распространение и численность
В апреле 2002 года меянкиели стал одним из пяти признанных языков меньшинств в Швеции. Чаще всего он используется в коммунах Елливаре, Хапаранда, Кируна, Паяла и Эвертурнео. Однако, несмотря на новый статус языка, очень мало работающих в общественном секторе служащих владеют им на достаточно хорошем уровне. Всего лишь 50 % таких служащих владеют разговорным финским языком или меянкиели на высоком уровне.

Большинство носителей языка живёт в Норрботтене. Данные о количестве людей, способных говорить на меянкиели, разнятся в пределах от 40 до 70 тысяч. Кроме того, в северной Швеции многие люди частично понимают этот язык.

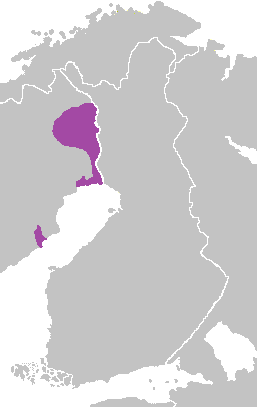
Карта распространения меянкиели

### Социолингвистические сведения
С 1980-х годов было написано много учебников по меянкиели, на этот язык была переведена Библия. В настоящее время на этом языке транслируются некоторые телевизионные передачи. Меянкиели преподаётся в Стокгольмском университете, Университете Лулео и Университете Умео. В целом можно говорить о прогрессе в возрождении языка.

## Меянкиели и финский язык
Меянкиели взаимно понятен с некоторыми другими диалектами финского языка, хотя в силу исторических причин последние два века развивался в отрыве от основного массива финской речи под влиянием шведского и в меньшей степени саамских языков. Меянкиели ближе всего стоит к западно- и восточнофинским диалектам.
В результате проводимой шведскими властями языковой политики меянкиели сохранил многие слова, которые больше не употребляются в финском языке или, напротив, появились в меянкиели после 1809 года. Однако меянкиели отличается от стандартного финского не только количеством шведских и саамских заимствований: существуют заметные отличия в фонологии, морфологии и синтаксисе; правда, многие из отличительных особенностей меянкиели встречаются и в собственно финских диалектах.
Лингвистические отличия меянкиели от стандартного финского, а также некоторые социолингвистические соображения привели к тому, что в Швеции в последние годы он стал рассматриваться как отдельный язык. В Финляндии, напротив, он продолжает считаться финским диалектом (действительно, разница между «меянкиели» шведской коммуны Эвертурнео и диалектом финской общины Юлиторнио практически неощутима).

## Исторические сведения
Турнедален (швед. Tornedalen) — долина реки Турнеэльвен (Торнионйоки) — заселялся финнами из западной и восточной Финляндии по меньшей мере с XII века. В 1809 году, когда Финляндия отошла к России, граница прошла как раз по реке и Турнедален оказался разделён на две части.
В шведской части по отношению к местному финскому населению проводилась политика шведизации, целью которой было сделать из финнов настоящих шведов (в документах эта политика именовалась «двуязычием»). В 1888 году было принято решение о преподавании в школах только на шведском; правда, в некоторых приходах такая практика существовала и до этого. Существуют свидетельства того, что детям запрещалось говорить по-фински не только на уроках, но и на переменах, а иногда их даже наказывали (никакого официального предписания на этот счёт, однако, не существовало). Лишь в 1957 году было выпущено указание, в котором прямо запрещалось ограничивать детей в общении на финском.
В результате эта политика помогла добиться цели: многие турнедальцы говорили на шведском почти как на родном, при этом они почти не умели ни читать, ни писать по-фински. Группа учителей написала коллективное обращение, где указывалось, что усвоение второго (шведского) языка пойдёт только легче, если ученики будут грамотны на своём родном языке, однако во многих кругах с этим были решительно не согласны.
Меянкиели, используясь лишь в обиходной сфере, постепенно терял коммуникативные общественные функции. В него проникало всё больше шведских слов, особенно связанных с современными реалиями.

## Лингвистическая характеристика

### Фонетика и фонология

#### Гласные
|                | Передний ряд | Передний ряд | Задний ряд   | Задний ряд |
| -------------- | ------------ | ------------ | ------------ | ---------- |
|                | неогубленные | огубленные   | неогубленные | огубленные |
| Верхний подъём | i            | y            |              | u          |
| Средний подъём | e            | ø            |              | o          |
| Нижний подъём  | æ            |              | ɑ            |            |

#### Согласные
| Способ артикуляции ↓ | Губно-губные | Альв.  | Палат. | Заднеяз. | Ларинг. |
| Взрывные             | p \| b       | t \| d |        | k \| g   |         |
| Носовые              | m            | n      |        | ŋ        |         |
| Дрожащие             |              | r      |        |          |         |
| Фрикативные          | f            | s      | ʃ      |          | h       |
| Аппроксиманты        | ʋ            |        | j      |          |         |
| Боковые              |              | l      |        |          |         |